# 1986-os labdarúgó-világbajnokság (A csoport)
Az 1986-os labdarúgó-világbajnokság A csoportjának mérkőzéseit május 31. és június 10. között játszották. A csoportban Argentína, Olaszország, Bulgária és Dél-Korea szerepelt.
A csoportból Argentína és Olaszország jutott tovább az első két helyen, az egyik legjobb harmadik helyezettként Bulgária is továbbjutott. A mérkőzéseken 17 gól esett.

## Tabella
| Hely. | Csapat      | M | Gy | D | V | G+ | G– | Gk | P | Továbbjutás                                |
| ----- | ----------- | - | -- | - | - | -- | -- | -- | - | ------------------------------------------ |
| 1.    | Argentína   | 3 | 2  | 1 | 0 | 6  | 2  | +4 | 5 | Továbbjutott az egyenes kieséses szakaszba |
| 2.    | Olaszország | 3 | 1  | 2 | 0 | 5  | 4  | +1 | 4 | Továbbjutott az egyenes kieséses szakaszba |
| 3.    | Bulgária    | 3 | 0  | 2 | 1 | 2  | 4  | −2 | 2 | Továbbjutott az egyenes kieséses szakaszba |
| 4.    | Dél-Korea   | 3 | 0  | 1 | 2 | 4  | 7  | −3 | 1 |                                            |

## Mérkőzések

### Bulgária – Olaszország
| 1986. május 31. 12:00 (20:00) |

| Bulgária     | 1–1               | Olaszország   |
| ------------ | ----------------- | ------------- |
| Szirakov 85' | (0–1) Jegyzőkönyv | Altobelli 43' |

| Estadio Azteca, Mexikóváros Nézőszám: 96 000 Játékvezető: Erik Fredriksson (svéd) |

| KA                   | 1  | Boriszlav Mihajlov    |     |     |
| V                    | 3  | Nikolaj Arabov        |     |     |
| V                    | 5  | Georgi Dimitrov (csk) |     |     |
| V                    | 13 | Alekszandar Markov    | 51' |     |
| KP                   | 11 | Plamen Getov          |     |     |
| KP                   | 10 | Zsivko Goszpodinov    |     | 74' |
| KP                   | 8  | Ajan Szadakov         |     |     |
| KP                   | 12 | Radoszlav Zdravkov    |     |     |
| KP                   | 2  | Naszko Szirakov       |     |     |
| CS                   | 7  | Bozsidar Iszkrenov    |     | 65' |
| CS                   | 9  | Sztojcso Mladenov     |     |     |
| Cserék:              |    |                       |     |     |
| CS                   | 20 | Kosztadin Kosztadinov |     | 65' |
| KP                   | 6  | Andrej Zseljazkov     |     | 74' |
| Szövetségi kapitány: |    |                       |     |     |
| Ivan Vucov           |    |                       |     |     |

| KA                   | 1  | Giovanni Galli       |     |     |
| V                    | 2  | Giuseppe Bergomi     | 48' |     |
| V                    | 3  | Antonio Cabrini      | 64' |     |
| V                    | 6  | Gaetano Scirea (csk) |     |     |
| V                    | 8  | Pietro Vierchowod    |     |     |
| KP                   | 14 | Antonio Di Gennaro   |     |     |
| KP                   | 10 | Salvatore Bagni      |     |     |
| KP                   | 13 | Fernando De Napoli   |     |     |
| KP                   | 16 | Bruno Conti          |     | 65' |
| CS                   | 19 | Giuseppe Galderisi   |     |     |
| CS                   | 18 | Alessandro Altobelli |     |     |
| Cserék:              |    |                      |     |     |
| CS                   | 17 | Gianluca Vialli      |     | 65' |
| Szövetségi kapitány: |    |                      |     |     |
| Enzo Bearzot         |    |                      |     |     |

| Partjelzők: Edgardo Codesal Méndez (mexikói) Volker Roth (nyugatnémet) |

### Argentína – Dél-Korea
| 1986. június 2. 12:00 (20:00) |

| Argentína                  | 3–1               | Dél-Korea          |
| -------------------------- | ----------------- | ------------------ |
| Valdano 6' 46' Ruggeri 18' | (2–0) Jegyzőkönyv | Pak Cshangszon 73' |

| Estadio Olímpico Universitario, Mexikóváros Nézőszám: 60 000 Játékvezető: Victoriano Arminio (spanyol) |

| KA                   | 18 | Nery Pumpido         |  |     |
| V                    | 5  | José Luis Brown      |  |     |
| V                    | 13 | Oscar Garré          |  |     |
| V                    | 8  | Néstor Clausen       |  |     |
| V                    | 19 | Oscar Ruggeri        |  |     |
| KP                   | 2  | Sergio Batista       |  | 75' |
| KP                   | 14 | Ricardo Giusti       |  |     |
| KP                   | 7  | Jorge Burruchaga     |  |     |
| KP                   | 10 | Diego Maradona (csk) |  |     |
| CS                   | 17 | Pedro Pasculli       |  | 74' |
| CS                   | 11 | Jorge Valdano        |  |     |
| Cserék:              |    |                      |  |     |
| KP                   | 20 | Carlos Daniel Tapia  |  | 74' |
| KP                   | 16 | Julio Olarticoechea  |  | 75' |
| Szövetségi kapitány: |    |                      |  |     |
| Carlos Bilardo       |    |                      |  |     |

| KA                   | 21 | O Jonkjo             |     |     |
| V                    | 2  | Pak Kjonghun         |     |     |
| V                    | 5  | Csong Jonghvan       |     |     |
| V                    | 12 | Kim Pjongszok        |     | 23' |
| V                    | 14 | Csho Minguk          |     |     |
| V                    | 20 | Kim Jongsze          |     | 46' |
| KP                   | 17 | Ho Csongmo           | 44' |     |
| KP                   | 16 | Kim Dzsuszong        |     |     |
| KP                   | 10 | Pak Cshangszon (csk) | 50' |     |
| CS                   | 9  | Cshö Szunho          |     |     |
| CS                   | 11 | Csha Bomgun          |     |     |
| Cserék:              |    |                      |     |     |
| KP                   | 4  | Csho Kvangre         |     | 23' |
| CS                   | 19 | Pjon Bjongdzsu       |     | 46' |
| Szövetségi kapitány: |    |                      |     |     |
| Kim Dzsongnam        |    |                      |     |     |

| Partjelzők: Gabriel González (paraguayi) Jesús Díaz (kolumbiai) |

### Olaszország – Argentína
| 1986. június 5. 12:00 (20:00) |

| Olaszország             | 1–1               | Argentína    |
| ----------------------- | ----------------- | ------------ |
| Altobelli 6' (11-esből) | (1–1) Jegyzőkönyv | Maradona 34' |

| Estadio Cuauhtémoc, Puebla Nézőszám: 32 000 Játékvezető: Jan Keizer (holland) |

| KA                   | 1  | Giovanni Galli       |     |     |
| V                    | 2  | Giuseppe Bergomi     | 54' |     |
| V                    | 3  | Antonio Cabrini      |     |     |
| V                    | 6  | Gaetano Scirea (csk) |     |     |
| V                    | 8  | Pietro Vierchowod    |     |     |
| KP                   | 14 | Antonio Di Gennaro   |     |     |
| KP                   | 10 | Salvatore Bagni      |     |     |
| KP                   | 13 | Fernando De Napoli   |     | 87' |
| KP                   | 16 | Bruno Conti          |     | 65' |
| CS                   | 19 | Giuseppe Galderisi   |     |     |
| CS                   | 18 | Alessandro Altobelli |     |     |
| Cserék:              |    |                      |     |     |
| CS                   | 17 | Gianluca Vialli      |     | 65' |
| KP                   | 11 | Giuseppe Baresi      |     | 87' |
| Szövetségi kapitány: |    |                      |     |     |
| Enzo Bearzot         |    |                      |     |     |

| KA                   | 18 | Nery Pumpido         |     |     |
| V                    | 5  | José Luis Brown      |     |     |
| V                    | 13 | Oscar Garré          | 65' |     |
| V                    | 9  | José Luis Cuciuffo   |     |     |
| V                    | 19 | Oscar Ruggeri        |     |     |
| KP                   | 2  | Sergio Batista       |     | 59' |
| KP                   | 14 | Ricardo Giusti       | 58' |     |
| KP                   | 7  | Jorge Burruchaga     |     |     |
| KP                   | 10 | Diego Maradona (csk) |     |     |
| CS                   | 4  | Claudio Borghi       |     | 74' |
| CS                   | 11 | Jorge Valdano        |     |     |
| Cserék:              |    |                      |     |     |
| KP                   | 16 | Julio Olarticoechea  |     | 59' |
| KP                   | 12 | Héctor Enrique       |     | 74' |
| Szövetségi kapitány: |    |                      |     |     |
| Carlos Bilardo       |    |                      |     |     |

| Partjelzők: Antonio Márquez Ramírez (mexikói) Alan Snoddy (északír) |

### Dél-Korea – Bulgária
| 1986. június 5. 16:00 (0:00) |

| Dél-Korea        | 1–1               | Bulgária  |
| ---------------- | ----------------- | --------- |
| Kim Dzsongbu 70' | (0–1) Jegyzőkönyv | Getov 11' |

| Estadio Olímpico Universitario, Mexikóváros Nézőszám: 45 000 Játékvezető: Falládzs as-Sanár (Szaúd-arábiai) |

| KA                   | 21 | O Jonkjo             |     |     |
| V                    | 2  | Pak Kjonghun         |     |     |
| V                    | 5  | Csong Jonghvan       |     |     |
| V                    | 8  | Csho Jongdzsung      | 60' |     |
| KP                   | 13 | No Szudzsin          |     | 46' |
| KP                   | 4  | Csho Kvangre         |     | 72' |
| KP                   | 17 | Ho Csongmo           |     |     |
| KP                   | 16 | Kim Dzsuszong        | 31' |     |
| KP                   | 10 | Pak Cshangszon (csk) |     |     |
| CS                   | 19 | Pjon Bjongdzsu       |     |     |
| CS                   | 11 | Csha Bomgun          |     |     |
| Cserék:              |    |                      |     |     |
| CS                   | 7  | Kim Dzsongbu         |     | 46' |
| V                    | 20 | Kim Jongsze          |     | 72' |
| Szövetségi kapitány: |    |                      |     |     |
| Kim Dzsongnam        |    |                      |     |     |

| KA                   | 1  | Boriszlav Mihajlov    |     |     |
| V                    | 3  | Nikolaj Arabov        |     |     |
| V                    | 5  | Georgi Dimitrov (csk) |     |     |
| V                    | 4  | Petar Petrov          |     |     |
| KP                   | 11 | Plamen Getov          |     | 58' |
| KP                   | 10 | Zsivko Goszpodinov    | 49' |     |
| KP                   | 8  | Ajan Szadakov         |     |     |
| KP                   | 12 | Radoszlav Zdravkov    |     |     |
| KP                   | 2  | Naszko Szirakov       |     |     |
| CS                   | 7  | Bozsidar Iszkrenov    |     | 46' |
| CS                   | 9  | Sztojcso Mladenov     |     |     |
| Cserék:              |    |                       |     |     |
| CS                   | 20 | Kosztadin Kosztadinov |     | 46' |
| KP                   | 6  | Andrej Zseljazkov     |     | 58' |
| Szövetségi kapitány: |    |                       |     |     |
| Ivan Vucov           |    |                       |     |     |

| Partjelzők: Ioan Igna (román) Valerij Butyenko (szovjet) |

### Dél-Korea – Olaszország
| 1986. június 10. 12:00 (20:00) |

| Dél-Korea                      | 2–3               | Olaszország                                |
| ------------------------------ | ----------------- | ------------------------------------------ |
| Cshö Szunho 62' Ho Csongmo 83' | (0–1) Jegyzőkönyv | Altobelli 17' 73' Csho Kvangre 82' (öngól) |

| Estadio Cuauhtémoc, Puebla Nézőszám: 20 000 Játékvezető: David Socha (amerikai) |

| KA                   | 21 | O Jonkjo             |     |     |
| V                    | 2  | Pak Kjonghun         | 35' |     |
| V                    | 5  | Csong Jonghvan       |     |     |
| V                    | 8  | Csho Jongdzsung      | 71' |     |
| KP                   | 4  | Csho Kvangre         |     |     |
| KP                   | 17 | Ho Csongmo           |     |     |
| KP                   | 16 | Kim Dzsuszong        | 17' | 46' |
| KP                   | 10 | Pak Cshangszon (csk) |     |     |
| CS                   | 9  | Cshö Szunho          |     |     |
| CS                   | 19 | Pjon Bjongdzsu       |     | 70' |
| CS                   | 11 | Csha Bomgun          |     |     |
| Cserék:              |    |                      |     |     |
| V                    | 3  | Csong Dzsongszu      |     | 46' |
| CS                   | 7  | Kim Dzsongbu         |     | 70' |
| Szövetségi kapitány: |    |                      |     |     |
| Kim Dzsongnam        |    |                      |     |     |

| KA                   | 1  | Giovanni Galli       |     |     |
| V                    | 3  | Antonio Cabrini      |     |     |
| V                    | 4  | Fulvio Collovati     |     |     |
| V                    | 6  | Gaetano Scirea (csk) | 65' |     |
| V                    | 8  | Pietro Vierchowod    | 70' |     |
| KP                   | 14 | Antonio Di Gennaro   |     |     |
| KP                   | 10 | Salvatore Bagni      | 31' | 67' |
| KP                   | 13 | Fernando De Napoli   |     |     |
| KP                   | 16 | Bruno Conti          |     |     |
| CS                   | 19 | Giuseppe Galderisi   |     | 88' |
| CS                   | 18 | Alessandro Altobelli |     |     |
| Cserék:              |    |                      |     |     |
| KP                   | 11 | Giuseppe Baresi      |     | 67' |
| CS                   | 17 | Gianluca Vialli      |     | 88' |
| Szövetségi kapitány: |    |                      |     |     |
| Enzo Bearzot         |    |                      |     |     |

| Partjelzők: Joaquín Urrea Reyes (mexikói) Dzsamál as-Saríf (szíriai) |

### Argentína – Bulgária
| 1986. június 10. 12:00 (20:00) |

| Argentína                 | 2–0               | Bulgária |
| ------------------------- | ----------------- | -------- |
| Valdano 3' Burruchaga 76' | (1–0) Jegyzőkönyv |          |

| Estadio Olímpico Universitario, Mexikóváros Nézőszám: 65 000 Játékvezető: Berny Ulloa Morera (Costa Rica-i) |

| KA                   | 18 | Nery Pumpido         |     |     |
| V                    | 5  | José Luis Brown      |     |     |
| V                    | 13 | Oscar Garré          |     |     |
| V                    | 9  | José Luis Cuciuffo   | 25' |     |
| V                    | 19 | Oscar Ruggeri        |     |     |
| KP                   | 2  | Sergio Batista       |     | 46' |
| KP                   | 14 | Ricardo Giusti       |     |     |
| KP                   | 7  | Jorge Burruchaga     |     |     |
| KP                   | 10 | Diego Maradona (csk) |     |     |
| CS                   | 4  | Claudio Borghi       |     | 46' |
| CS                   | 11 | Jorge Valdano        |     |     |
| Cserék:              |    |                      |     |     |
| KP                   | 16 | Julio Olarticoechea  |     | 46' |
| KP                   | 12 | Héctor Enrique       |     | 46' |
| Szövetségi kapitány: |    |                      |     |     |
| Carlos Bilardo       |    |                      |     |     |

| KA                   | 1  | Boriszlav Mihajlov    |  |     |
| V                    | 4  | Petar Petrov          |  |     |
| V                    | 5  | Georgi Dimitrov (csk) |  |     |
| KP                   | 11 | Plamen Getov          |  |     |
| KP                   | 15 | Georgi Jordanov       |  |     |
| KP                   | 6  | Andrej Zseljazkov     |  |     |
| KP                   | 8  | Ajan Szadakov         |  |     |
| KP                   | 13 | Alekszandar Markov    |  |     |
| KP                   | 2  | Naszko Szirakov       |  | 71' |
| CS                   | 14 | Plamen Markov         |  |     |
| CS                   | 9  | Sztojcso Mladenov     |  | 52' |
| Cserék:              |    |                       |  |     |
| CS                   | 18 | Bojcso Velicskov      |  | 52' |
| KP                   | 12 | Radoszlav Zdravkov    |  | 71' |
| Szövetségi kapitány: |    |                       |  |     |
| Ivan Vucov           |    |                       |  |     |

| Partjelzők: Romualdo Arppi Filho (brazil) Martínez Bazan (uruguayi) |